# Арчар
Арча́р (болг. Арчар) — село у Видинській області Болгарії. Входить до складу общини Димово.

## Населення
За даними перепису населення 2011 року у селі проживали 2370 осіб.
Національний склад населення села:
| Національність   | Кількість осіб | Відсоток |
| ---------------- | -------------- | -------- |
| болгари          | 1875           | 79,3%    |
| цигани           | 461            | 19,5%    |
| інша             | 14             | 0,6%     |
| Всього відповіли | 2364           |          |

Розподіл населення за віком у 2011 році:
Динаміка населення: